# Elgio
Alex Nicolaev «Elgio» és un cantant sabadellenc de rap polític en castellà, d'origen moldau. Les lletres d'Elgio denuncien problemàtiques socials com els desnonaments, la corrupció o la violència policial.

## Biografia
L'any 2017, Elgio fou un dels dotze rapers del grup de rap La Insurgencia condemnat per enaltiment del terrorisme en les seves cançons a dos anys i un dia de presó (mínim necessari per ingressar a un centre penitenciari). En resposta a la sentència, Elgio va fer públic el videoclip de la cançó «Riesgo abstracto» en què denunciava els intents de la justícia per a «emmordassar-lo» i voler-lo «amb la boca tancada».
L'abril de 2018 va prendre partit, juntament amb d'altres persones represaliades per motius polítics, en la campanya «Demà pots ser tu» impulsada per Òmnium Cultural i quatre entitats més, Institut de Drets Humans de Catalunya, l'Associació Irídia, l'Institut Internacional per l'Acció Noviolenta i la Fundació per la Pau.
El setembre de 2018, l'Audiència Nacional va anunciar que rebaixava la condemna als membres de La Insurgencia, passant de 2 anys i un dia a 6 mesos, en valorar que feia apologia de bandes terroristes ja inactives. Elgio va compartir a les xarxes socials un escrit on celebrava que la pressió popular contra l'empresonament de la banda de rap hagués aconseguit posar nerviosos als jutges espanyols, tot i considerar que la sentència seguia essent injusta i demanava seguir protestant fins a aconseguir l'absolució.
L'abril de 2019, Elgio va presentar el seu primer videoclip autoproduït, «Amore et bellum», cantant en castellà i català. Elgio es va presentar com a número 26 de les llistes electorals de la Crida per Sabadell a la candidatura per les eleccions municipals de l'any 2019.
El setembre de 2021 la plataforma No Callarem va presentar una campanya per denunciar la vulneració dels drets humans a l'Estat espanyol a través del documental Art. 490, un film per la llibertat. El film se centra en els casos d'Elgio, Pablo Hasel i Valtònyc, que comparteixen la seva història des de la «inhabilitació, l'exili i la presó».